# Valvola a farfalla

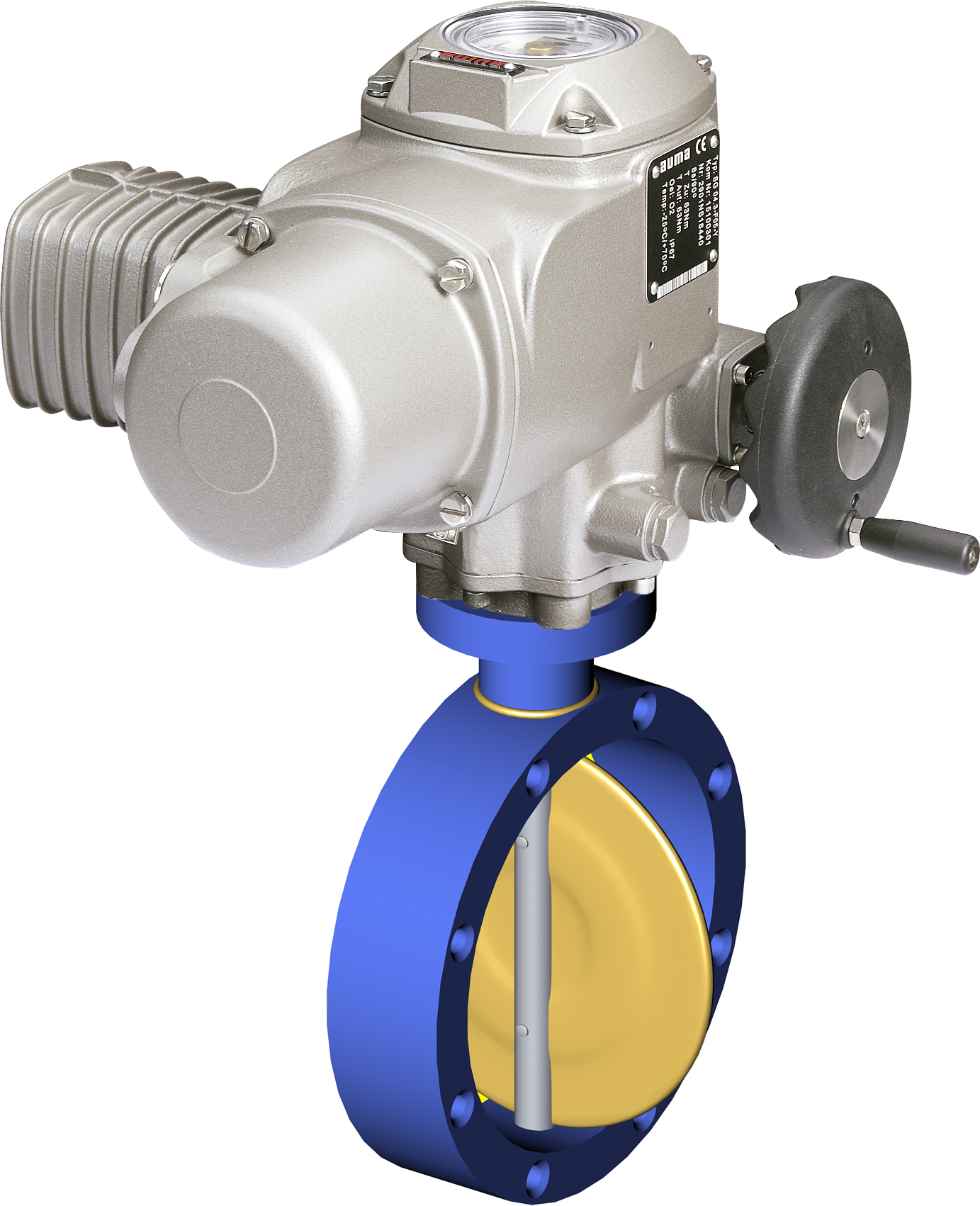
Valvola a farfalla con attuatore.

La valvola a farfalla è una valvola in cui l'otturatore è un disco che ruota attorno ad un asse normale a quello del tubo, ostruendo il passaggio. Può essere impiegata come valvola di regolazione, come nel caso del condotto dell'aria del motore ad accensione comandata, in cui è forata per garantire una portata minima, o anche semplicemente come valvola di intercettazione.

## Caratteristiche
Il disco e il corpo della valvola possono essere in ghisa sferoidale o in acciaio (anche inox)
In corrispondenza di questa valvola, quando è in posizione di apertura, si verificano piccole perdite di carico localizzate, mentre si creano forti turbolenze e vibrazioni in caso di chiusura parziale. Pertanto, risulta poco adatta per la regolazione.
Le manovre delle valvole a farfalla di piccolo diametro si possono fare direttamente a mano (comando a volantino o a leva); con diametri rilevanti o per pressioni molto forti, è necessario avere organi demoltiplicatori (valvole con riduttore manuale a volantino) o servomotori (valvole motorizzate con attuatori elettrici o pneumatici).
Le valvole funzionanti con pressioni elevate vengono spesso dotate di un piccolo bypass munito di rubinetto, che, in posizione di chiusura, consente di equilibrare preventivamente le pressioni sulle due facce (monte e valle) del disco facilitando, conseguentemente, l'apertura della valvola.
La direzione preferita di chiusura è in senso orario, le valvole per cui è prevista la chiusura antioraria devono avere sul volantino un'apposita marcatura che indichi il senso di chiusura.
Tutte le superfici interne della valvola che entrano a contatto con l'acqua devono essere opportunamente protette contro la corrosione.
Di regola nel caso di superfici in ghisa sfeoridale o acciaio al carbonio si utilizzano vernici a base di polveri epossidiche, le quali, se l'acqua trasportata è destinata al consumo umano non devono modificare le sue caratteristiche organolettiche, fisico - chimiche e microbiologiche secondo quanto stabilito dal Decreto 6 aprile 2004, n. 174 del Ministero della Salute; lo stesso vale per gli anelli di tenuta e per le eventuali paste lubricanti utilizzate nella fase di giunzione.

## Impieghi
Viene usata prevalentemente:

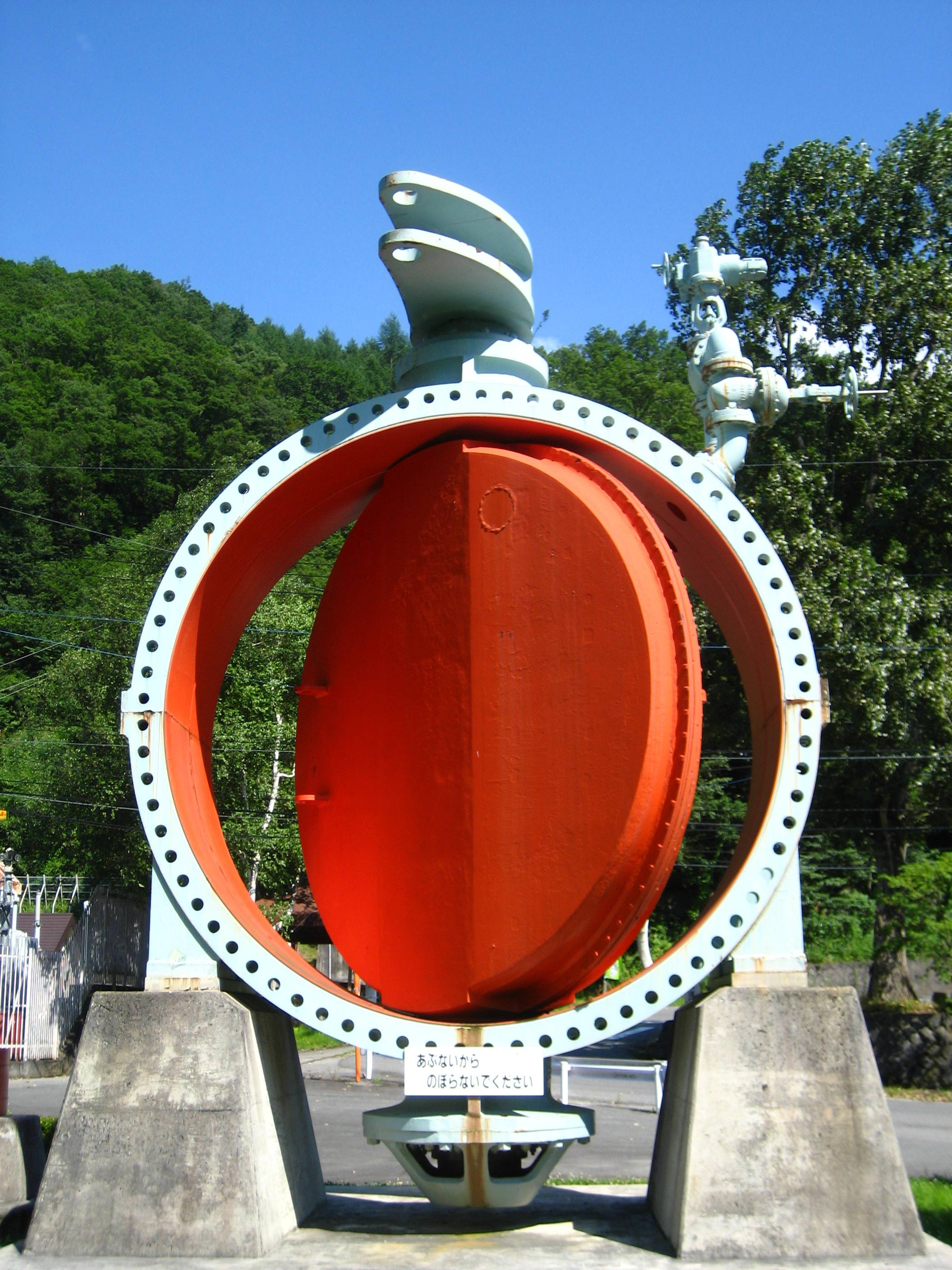
Valvola a farfalla doppioflangiata di grande diametro in acciaio

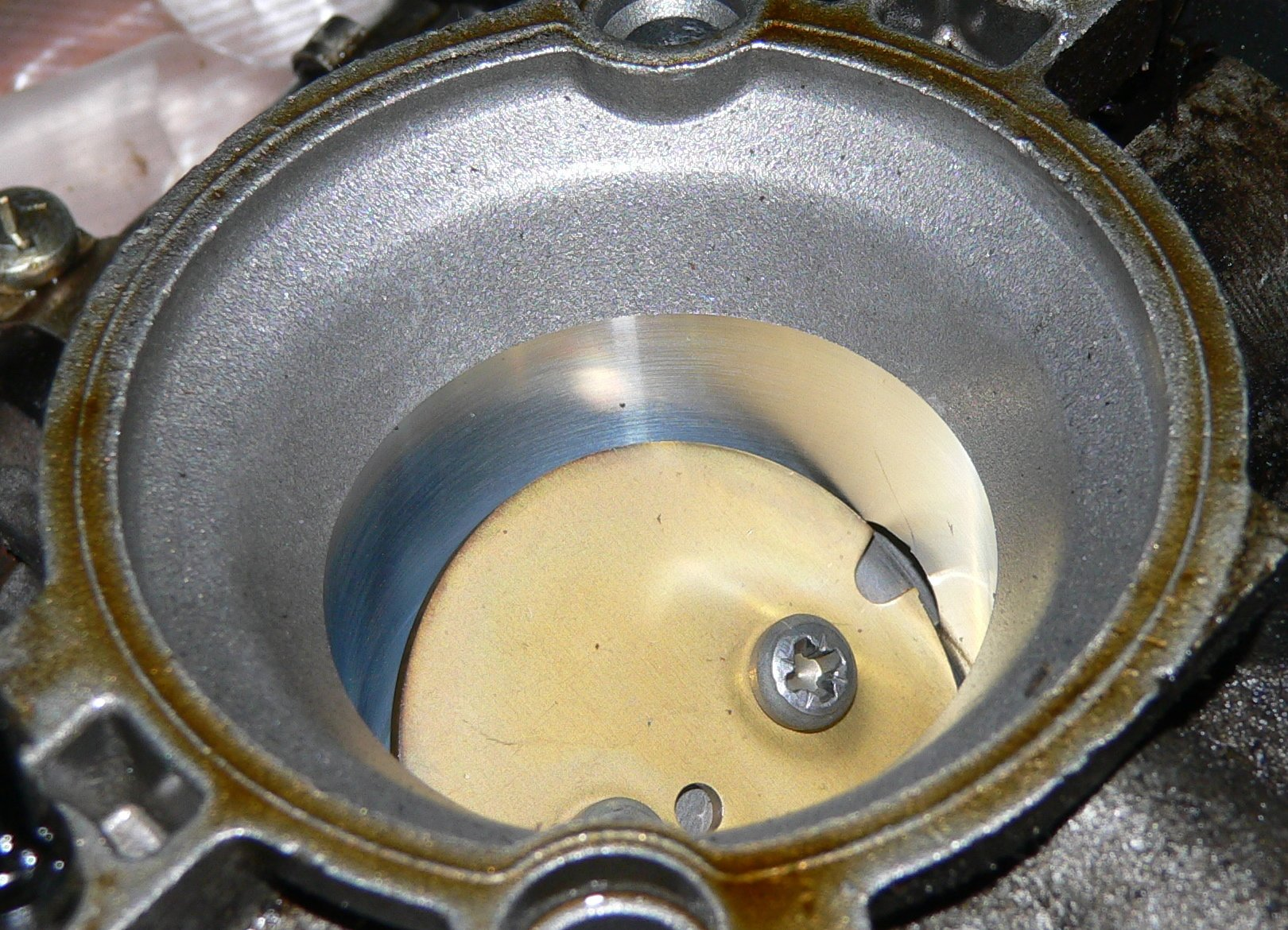
Valvola a farfalla in un carburatore

- negli acquedotti come organo di intercettazione dell'acqua, spesso in luogo delle saracinesche perché di ingombro assai minore e di più facile manutenzione.
- nei motori ad accensione comandata, sia nel carburatore come organo di regolazione della portata dell'aria e quindi del rapporto di miscelazione (tra 12 e 15) poiché la portata di combustibile è costante (starter), sia prima dell'iniezione nei corpi farfallati come organo di regolazione della portata di miscela, attuati elettronicamente dal pedale dell'acceleratore e quindi della potenza del motore. Penalizza però il rendimento complessivo del motore ai carichi parziali, con perdite di carico nei condotti di alimentazione, per cui di recente sono stati introdotti sistemi innovativi che modificano il carico del motore agendo sulle alzate delle valvole senza parzializzare il condotto di aspirazione. Tali sistemi possono avere funzionamento meccanico, come nel caso del Valvetronic BMW, o funzionamento elettroidraulico, come nel caso del Multiair recentemente introdotto dalla FIAT. Un sensibile degrado nel tempo della precisione meccanica originale nei carburatori degli anni settanta era dovuto all'usura delle boccole su cui ruotava l'alberino di supporto, tanto che per rallentarla l'Alfa Romeo sul modello Alfasud le realizzò in alluminio rivestito in teflon. Per lo stesso motivo nei sistemi ad iniezione diretta, dove è possibile, la miscelazione invece regolata elettronicamente la portata del combustibile, mantenendo quella d'aria aspirata pressoché costante.

## Componenti
Una valvola a farfalla è costituita normalmente da:
- corpo: in ghisa sferoidale, acciaio al carbonio, acciaio inox;
- sede: normalmente un elastomero per poter garantire la tenuta;
- disco: in ghisa sferoidale, acciaio al carbonio, acciaio nichelato, acciaio inox;
- albero: in acciaio inox;
- flangia di fondo: dello stesso materiale del corpo.

## Sede di tenuta
La valvola a farfalla in base alla tipologia della sede di tenuta può essere:
- a sede morbida: in questo caso la tenuta è garantita dalla compressione di un anello elastomerico (EPDM, NBR, ecc.), posto sulla sede di tenuta del disco, contro la sede di tenuta del corpo realizzata con un anello metallico di norma acciaio inox. Queste valvole attualmente vengono prodotte con doppia eccentricità. Le valvole doppio eccentriche o ad alta prestazione (high performance) vengono realizzate in modo tale che il centro di rotazione del disco otturatore è disassato sia rispetto dalla superficie di tenuta, per consentire il contatto totale lungo l'intera sede, (eccentricità e1 o primaria - albero posizionato alle spalle del disco) sia rispetto all'asse centrale della tubazione (eccentricità e2 o secondaria). La seconda eccentricità dell'asse del centro di rotazione permette che si riduca notevolmente lo sfregamento tra la sede e disco: il fenomeno dello strisciamento è presente solo fino a 18 ° -20° della corsa pertanto garantiscono un rendimento migliore rispetto alle valvole tradizionali ad asse centrato e sede di tenuta resiliente (valvole centriche) nel quale lo sfregamento con la sede avviene durante tutta la corsa del disco;
- a sede metallica: in questo caso la tenuta è garantita dal contatto dell'anello di tenuta metallico posto sul disco e da quello posto sulla sede del corpo. Per la sede di tenuta sul corpo può essere utilizzata la stellite 21 per ridurre l'usura della stessa mentre di norma l'anello di tenuta sul disco è di tipo lamellare costituito cioè da lamelle metalliche (acciaio duplex|acciaio inossidabile) con inserti di quali grafite  o similari (si escludono gli elastomeri). Le valvole a sede metallica sono di regola del tipo triploeccentriche cioè oltre alla doppia eccentricità delle valvole a sede morbida vi è una terza eccentricità dovuta sede ellittica a sezione troncoconica , il cui asse è inclinato rispetto a quello della valvola (eccentricità e3). La tripla eccentricità dell'asse di rotazione, generando un movimento roto traslatorio del disco, garantisce la perfetta tenuta senza rischi di incollaggio e permette che non verifichi alcuno sfregamento tra la parte in movimento e la sede fissa durante tutto il percorso del disco, infatti in fase di apertura si ha uno stacco netto tra disco e sede di tenuta, mentre in fase di chiusura in contato fra le due parti di tenuta avviene a valvola completamente chiusa. La terza eccentricità garantisce inoltre un fermo corsa naturale al disco evitando un fermo sull'operatore. Questa tipologia di valvole viene utilizzata frequentemente per condizioni estreme quali altissime e bassissime temperature, fluidi corrosivi, ecc.

Le valvole a farfalla possono inoltre essere realizzate con tenuta bidirezionale mediante una particolare lavorazione dell'anello di tenuta lamellare.

## Versioni costruttive

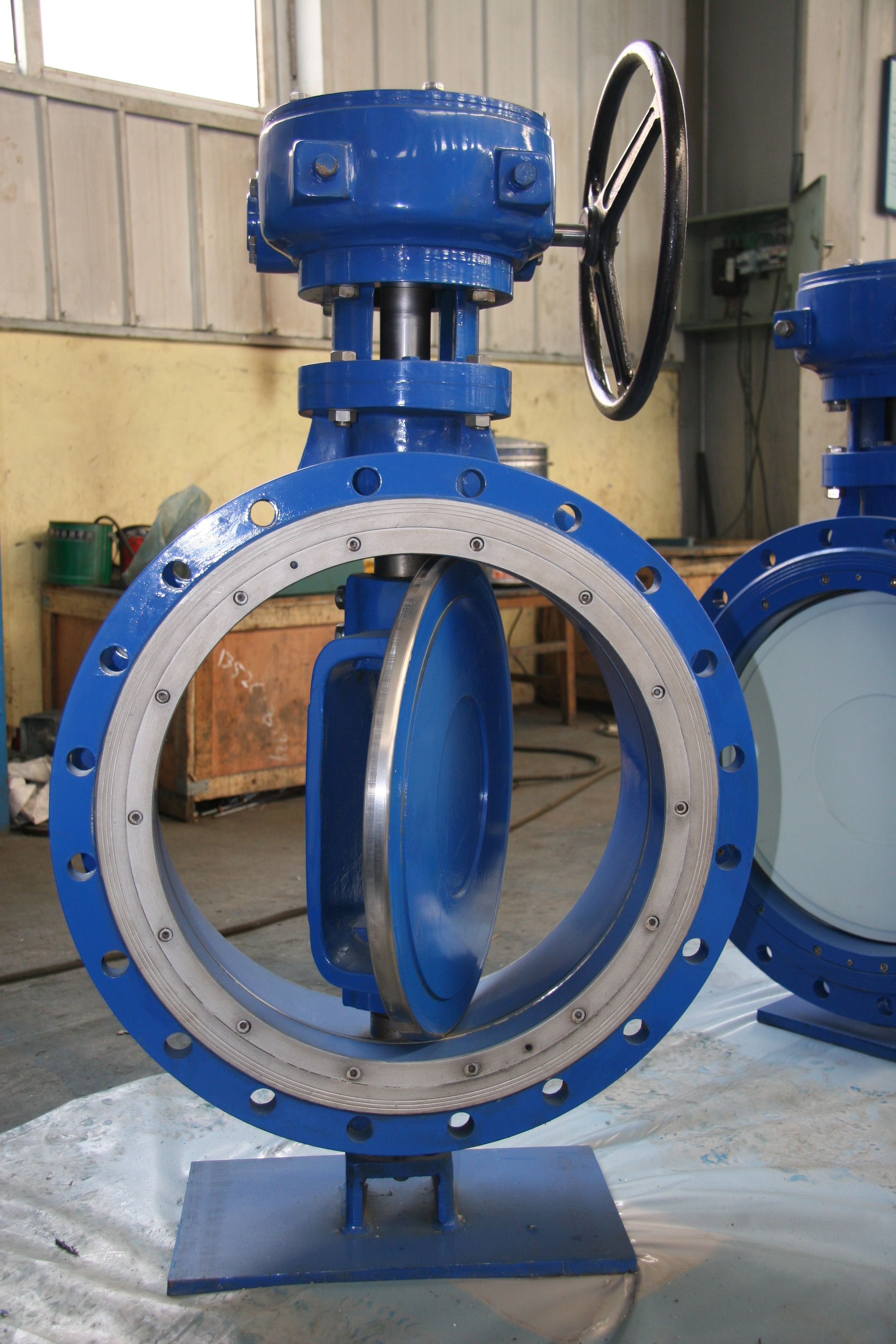
valvola a farfalla doppioflangiata con attuatore elettrico

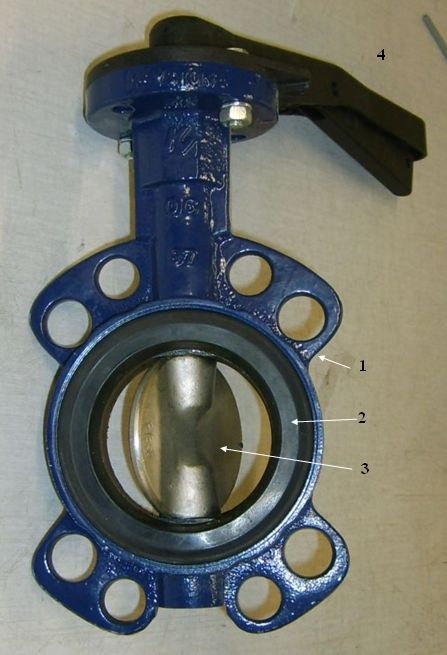
Valvola a farfalla tipo wafer

A seconda delle principali modalità di giunzione, le valvole a farfalla possono essere:
- tipo doppioflangiato:tipologia di connessione ottenuta mediante flange forate in funzione della PN e ricavate nella fusione del corpo della valvola;
- tipo wafer: tipologia di connessione ottenuta mediante quattro orecchie di centraggio ricavate nella fusione del corpo della valvola (due superiori e due inferiori);
- tipo lug: tipologia di connessione ottenuta mediante orecchie filettate anulari ricavate nella fusione corpo della valvola;
- a saldare di testa: le estremità del corpo della valvola sono preparate per la saldatura di testa.

## Pressione di progetto
Le valvole a farfalla, come tutte le altre apparecchiature idrauliche destinate a sistemi idrici, rientrano nella designazione PN e devono essere progettate in modo tale che le loro pressioni caratteristiche, PFA, PMA, PEA, siano conformi ai valori (espressi in bar) riportati nella seguente tabella per la corrispondente PN:
| PN | PFA | PMA | PEA |
| 6  | 6   | 8   | 12  |
| 10 | 10  | 12  | 17  |
| 16 | 16  | 20  | 25  |
| 25 | 25  | 30  | 35  |

- PFA e PMA si applicano alle valvole in tutte le posizioni da quella completamente chiusa a quella completamente aperta;
- PEA sia applica solo alle valvole non nella posizione chiusa.

Il costruttore può indicare valori superiori rispetto a quelli in tabella che rappresentano i valori minimi a condizione però che la valvola sia conforme alle UNI EN 1074.
Comunque PEA deve risultare sempre:
- ≥ 1,5 PMA
- ≥ (PMA +5)

## Velocità massima di progetto
Le valvole devono essere progettate per garantire la seguente velocità massima (in m/s) in condizioni di portata costante e in funzione della pressione di esercizio ammissibile (in bar):
| PFA | V   |
| 6   | 2,5 |
| 10  | 3   |
| 16  | 4   |
| 25  | 5   |

## Certificazioni
Le Aziende produttrici delle valvole a farfalla devono fornire:
- la Certificazione di Conformità alla norma UNI EN 12266-1: Prove su valvole, attestante che il costruttore ha provveduto all'esecuzione di prova idraulica sulle apparecchiature prima della loro messa in commercio.
- la Certificazione di Conformità del produttore attestante che il prodotto è costruito in conformità alla norma UNI EN 1074-1 ed EN 1074-2 (valvole per la fornitura di acqua) e/o UNI EN 593 (valvole industriali).
- la Certificazione secondo UNI EN 10204 3.1 attestante che la valvola fornita corrisponda ai requisiti specifici richiesti dal cliente in fase di ordine. Questo certificato include i risultati di una ispezione specifica.

Inoltre in caso di trasporto di acqua potabile deve essere fornita una dichiarazione di Conformità al Decreto 6 aprile 2004, n. 174, Ministero della Salute rilasciata dal costruttore, relativa ai rivestimenti interni, agli elastomeri (anelli di tenuta) ed a tutti quei materiali che devono entrare in contatto con l'acqua potabile.

## Marcatura
Sul corpo della valvola a farafalla con DN > 50 mm devono essere impresse, in maniera durevole e chiaramente visibile secondo EN 19, almeno le seguenti indicazioni:
- diametro nominale (DN);
- pressione nominale (PN);
- identificazione del materiale dell'involucro;
- nome del costruttore e/o marchio di fabbrica;
- anno di fabbricazione;
- norma UNI EN di riferimento.

## Normativa
- UNI EN 1074-2:  Valvole per la fornitura di acqua - Requisiti di attitudine all'impiego e prove idonee di verifica - Valvole di intercettazione.
- UNI EN 1074-1: Valvole per la fornitura di acqua - Requisiti di attitudine all'impiego e prove idonee di verifica - Requisiti generali.
- UNI EN 593: Valvole industriali - Valvole metalliche a farfalla
- UNI EN 12266-1: Prove su valvole -prove in pressione, procedimenti di prova e criteri di accettazione - requisiti obbligatori